# Lac de Trécolpas
Le lac de Trécolpas est situé dans le massif du Mercantour, au-dessus du Boréon à 2 150 m d'altitude. 